# Liaodong (prowincja)
Liaodong – dawna prowincja Chińskiej Republiki Ludowej, istniejąca w latach 1949–1954.
Zgodnie z przeprowadzoną 21 kwietnia 1949 roku reformą administracyjną południową część dotychczasowej prowincji Liaoning połączono ze zlikwidowaną prowincją Andong, tworząc nową prowincję Liaodong. Stolicą nowej jednostki administracyjnej zostało miasto Andong.
27 kwietnia 1954 roku prowincja została zlikwidowana i połączona z sąsiednią prowincją Liaoxi, tworząc w ten sposób na powrót prowincję Liaoning; niewielkie terytorium w jej wschodniej części włączono natomiast do prowincji Jilin.

## Przewodniczący rządu prowincji[5]
- Liu Lanbo (1949 - 1950)
- Gao Yang (czerwiec 1950 - sierpień 1952)
- Li Tao (sierpień 1952 - czerwiec 1954)